# Salmo 118

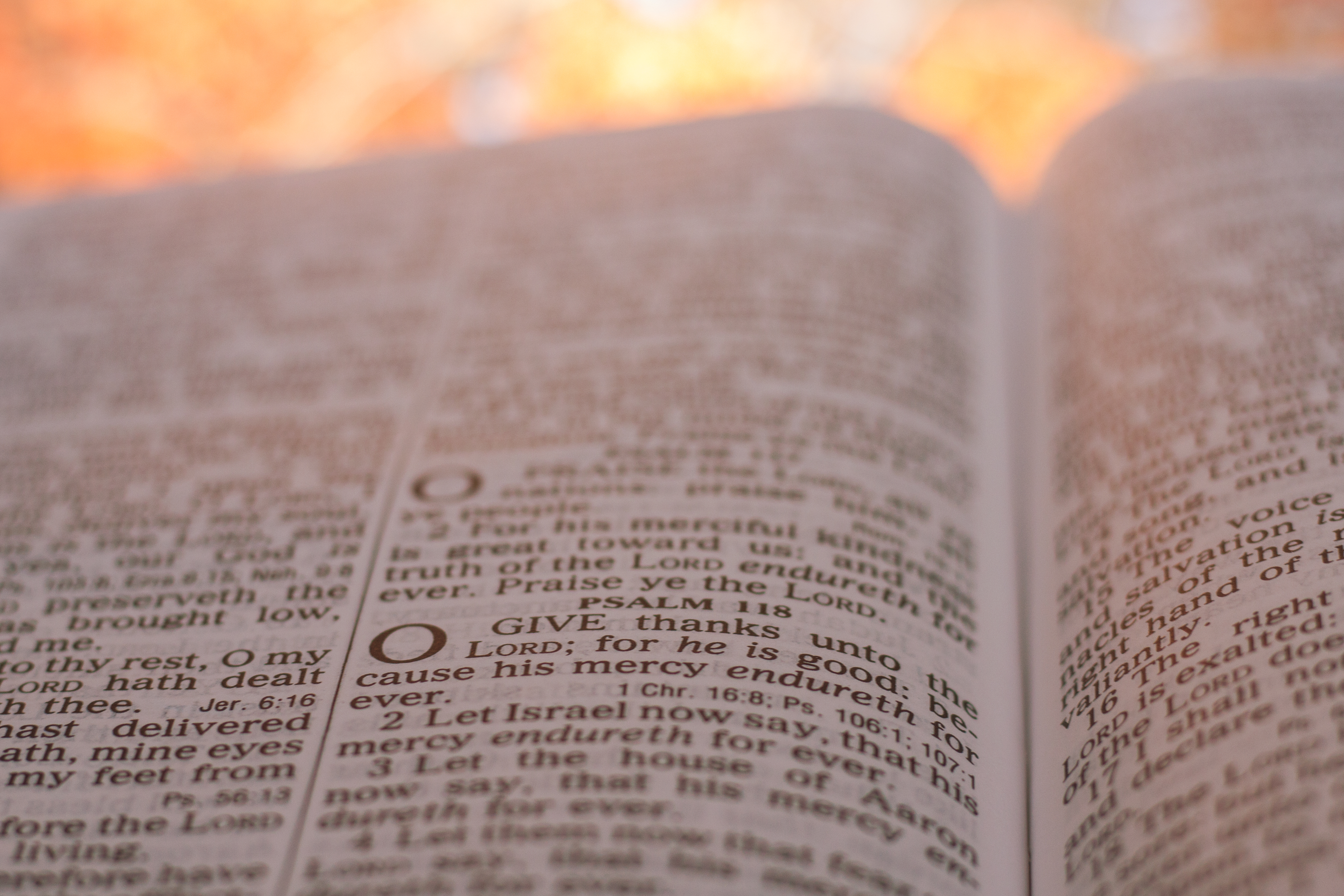
Biblia abierta en el Salmo 118

El Salmo 118 es el salmo 118 del Libro de los Salmos, que comienza en la versión inglesa de la Biblia King James: «Dad gracias al Señor, porque él es bueno; porque su misericordia es eterna». El Libro de los Salmos forma parte de la tercera sección de la Biblia hebrea, y es un libro del Antiguo Testamento. En el sistema de numeración ligeramente diferente utilizado en las traducciones griega Septuaginta y latina Vulgata de la Biblia, este salmo es el «Salmo 117». En latín, se conoce como «Confitemini Domino». Sus temas son la acción de gracias a Dios y la confianza en Dios en lugar de en la fuerza humana.
El salmo forma parte habitual de las liturgias judía, católica, Iglesia ortodoxa, luterana, anglicana y otras liturgias protestantes.

## Texto
La siguiente tabla muestra el texto hebreo del salmo con vocales, junto al texto en griego koiné de la Septuaginta y la traducción al español de la Biblia del Rey Jacobo. Cabe señalar que el significado puede variar ligeramente entre estas versiones, ya que la Septuaginta y el Texto masorético provienen de tradiciones textuales diferentes. En la Septuaginta, este salmo está numerado como el Salmo 117.
| #  | Hebreo                                            | Español                                                                                           | Griego |
| -- | ------------------------------------------------- | ------------------------------------------------------------------------------------------------- | --- |
| 1  | הוֹד֣וּ לַיהֹוָ֣ה כִּי־ט֑וֹב כִּ֖י לְעוֹלָ֣ם חַסְדּֽוֹ׃                  | Dad gracias al SEÑOR, porque él es bueno; porque para siempre es su misericordia.                 | ᾿Αλληλούϊα. - ΕΞΟΜΟΛΟΓΕΙΣΘΕ τῷ Κυρίῳ, ὅτι ἀγαθός, ὅτι εἰς τὸν αἰῶνα τὸ ἔλεος αὐτοῦ.                                                      |
| 2  | יֹאמַר־נָ֥א יִשְׂרָאֵ֑ל כִּ֖י לְעוֹלָ֣ם חַסְדּֽוֹ׃                      | Diga ahora Israel: que para siempre es su misericordia.                                           | εἰπάτω δὴ οἶκος ᾿Ισραὴλ ὅτι ἀγαθός, ὅτι εἰς τὸν αἰῶνα τὸ ἔλεος αὐτοῦ·                                                                    |
| 3  | יֹאמְרוּ־נָ֥א בֵֽית־אַהֲרֹ֑ן כִּ֖י לְעוֹלָ֣ם חַסְדּֽוֹ׃                  | Diga ahora la casa de Aarón: que para siempre es su misericordia.                                 | εἰπάτω δὴ οἶκος ᾿Ααρὼν ὅτι ἀγαθός, ὅτι εἰς τὸν αἰῶνα τὸ ἔλεος αὐτοῦ·                                                                     |
| 4  | יֹאמְרוּ־נָ֭א יִרְאֵ֣י יְהֹוָ֑ה כִּ֖י לְעוֹלָ֣ם חַסְדּֽוֹ׃                 | Digan ahora los que temen al SEÑOR: que para siempre es su misericordia.                          | εἰπάτωσαν δὴ πάντες οἱ φοβούμενοι τὸν Κύριον ὅτι ἀγαθός, ὅτι εἰς τὸν αἰῶνα τὸ ἔλεος αὐτοῦ.                                               |
| 5  | מִֽן־הַ֭מֵּצַר קָרָ֣אתִי יָּ֑הּ עָנָ֖נִי בַמֶּרְחָ֣ב יָֽהּ׃                   | Desde la angustia invoqué al SEÑOR; me respondió el SEÑOR y me puso en lugar espacioso.           | ἐκ θλίψεως ἐπεκαλεσάμην τὸν Κύριον, καὶ ἐπήκουσέ μου εἰς πλατυσμόν.                                                                      |
| 6  | יְהֹוָ֣ה לִ֭י לֹ֣א אִירָ֑א מַה־יַּעֲשֶׂ֖ה לִ֣י אָדָֽם׃                   | El SEÑOR está conmigo; no temeré. ¿Qué puede hacerme el hombre?                                   | Κύριος ἐμοὶ βοηθός, καὶ οὐ φοβηθήσομαι τί ποιήσει μοι ἄνθρωπος.                                                                          |
| 7  | יְהֹוָ֣ה לִ֭י בְּעֹזְרָ֑י וַ֝אֲנִ֗י אֶרְאֶ֥ה בְשֹׂנְאָֽי׃                    | El SEÑOR está conmigo entre los que me ayudan; por tanto, veré la derrota de los que me odian.    | Κύριος ἐμοὶ βοηθός, κἀγὼ ἐπόψομαι τοὺς ἐχθρούς μου.                                                                                      |
| 8  | ט֗וֹב לַחֲס֥וֹת בַּיהֹוָ֑ה מִ֝בְּטֹ֗חַ בָּאָדָֽם׃                        | Mejor es confiar en el SEÑOR que confiar en el hombre.                                            | ἀγαθὸν πεποιθέναι ἐπὶ Κύριον ἢ πεποιθέναι ἐπ᾿ ἄνθρωπον·                                                                                  |
| 9  | ט֗וֹב לַחֲס֥וֹת בַּיהֹוָ֑ה מִ֝בְּטֹ֗חַ בִּנְדִיבִֽים׃                     | Mejor es confiar en el SEÑOR que confiar en príncipes.                                            | ἀγαθὸν ἐλπίζειν ἐπὶ Κύριον ἢ ἐλπίζειν ἐπ᾿ ἄρχουσι.                                                                                       |
| 10 | כׇּל־גּוֹיִ֥ם סְבָב֑וּנִי בְּשֵׁ֥ם יְ֝הֹוָ֗ה כִּ֣י אֲמִילַֽם׃                 | Todas las naciones me rodearon; mas en el nombre del SEÑOR las destruiré.                         | πάντα τὰ ἔθνη ἐκύκλωσάν με, καὶ τῷ ὀνόματι Κυρίου ἠμυνάμην αὐτούς·                                                                       |
| 11 | סַבּ֥וּנִי גַם־סְבָב֑וּנִי בְּשֵׁ֥ם יְ֝הֹוָ֗ה כִּ֣י אֲמִילַֽם׃                | Me rodearon; sí, me rodearon; mas en el nombre del SEÑOR las destruiré.                           | κυκλώσαντες ἐκύκλωσάν με, καὶ τῷ ὀνόματι Κυρίου ἠμυνάμην αὐτούς.                                                                         |
| 12 | סַבּ֤וּנִי כִדְבוֹרִ֗ים דֹּ֭עֲכוּ כְּאֵ֣שׁ קוֹצִ֑ים בְּשֵׁ֥ם יְ֝הֹוָ֗ה כִּ֣י אֲמִילַֽם׃   | Me rodearon como abejas; se apagaron como fuego de espinos; en el nombre del SEÑOR las destruiré. | ἐκύκλωσάν με ὡσεὶ μέλισσαι κηρίον καὶ ἐξεκαύθησαν ὡς πῦρ ἐν ἀκάνθαις, καὶ τῷ ὀνόματι Κυρίου ἠμυνάμην αὐτούς.                             |
| 13 | דַּחֹ֣ה דְחִיתַ֣נִי לִנְפֹּ֑ל וַ֖יהֹוָ֣ה עֲזָרָֽנִי׃                      | Me empujaste con violencia para que cayese, pero el SEÑOR me ayudó.                               | ὠσθεὶς ἀνετράπην τοῦ πεσεῖν, καὶ ὁ Κύριος ἀντελάβετό μου.                                                                                |
| 14 | עׇזִּ֣י וְזִמְרָ֣ת יָ֑הּ וַֽיְהִי־לִ֝֗י לִישׁוּעָֽה׃                      | Mi fortaleza y mi cántico es el SEÑOR, y él ha sido mi salvación.                                 | ἰσχύς μου καὶ ὕμνησίς μου ὁ Κύριος καὶ ἐγένετό μοι εἰς σωτηρίαν.                                                                         |
| 15 | ק֤וֹל ׀ רִנָּ֬ה וִישׁוּעָ֗ה בְּאׇהֳלֵ֥י צַדִּיקִ֑ים יְמִ֥ין יְ֝הֹוָ֗ה עֹ֣שָׂה חָֽיִל׃  | Voz de júbilo y de salvación hay en las tiendas de los justos; la diestra del SEÑOR hace proezas. | φωνὴ ἀγαλλιάσεως καὶ σωτηρίας ἐν σκηναῖς δικαίων· δεξιὰ Κυρίου ἐποίησε δύναμιν,                                                          |
| 16 | יְמִ֣ין יְ֭הֹוָה רוֹמֵמָ֑ה יְמִ֥ין יְ֝הֹוָ֗ה עֹ֣שָׂה חָֽיִל׃                | La diestra del SEÑOR es exaltada; la diestra del SEÑOR hace proezas.                              | δεξιὰ Κυρίου ὕψωσέ με, δεξιὰ Κυρίου ἐποίησε δύναμιν.                                                                                     |
| 17 | לֹא־אָמ֥וּת כִּֽי־אֶחְיֶ֑ה וַ֝אֲסַפֵּ֗ר מַעֲשֵׂ֥י יָֽהּ׃                    | No moriré, sino que viviré, y contaré las obras del SEÑOR.                                        | οὐκ ἀποθανοῦμαι, ἀλλὰ ζήσομαι καὶ διηγήσομαι τὰ ἔργα Κυρίου.                                                                             |
| 18 | יַסֹּ֣ר יִסְּרַ֣נִּי יָּ֑הּ וְ֝לַמָּ֗וֶת לֹ֣א נְתָנָֽנִי׃                      | El SEÑOR me castigó con dureza, pero no me entregó a la muerte.                                   | παιδεύων ἐπαίδευσέ με ὁ Κύριος καὶ τῷ θανάτῳ οὐ παρέδωκέ με.                                                                             |
| 19 | פִּתְחוּ־לִ֥י שַׁעֲרֵי־צֶ֑דֶק אָבֹא־בָ֝֗ם אוֹדֶ֥ה יָֽהּ׃                  | Abridme las puertas de la justicia; entraré por ellas, alabaré al SEÑOR.                          | ἀνοίξατέ μοι πύλας δικαιοσύνης· εἰσελθὼν ἐν αὐταῖς ἐξομολογήσομαι τῷ Κυρίῳ.                                                              |
| 20 | זֶה־הַשַּׁ֥עַר לַיהֹוָ֑ה צַ֝דִּיקִ֗ים יָבֹ֥אוּ בֽוֹ׃                     | Esta es la puerta del SEÑOR; por ella entrarán los justos.                                        | αὕτη ἡ πύλη τοῦ Κυρίου, δίκαιοι εἰσελεύσονται ἐν αὐτῇ.                                                                                   |
| 21 | א֭וֹדְךָ כִּ֣י עֲנִיתָ֑נִי וַתְּהִי־לִ֝֗י לִישׁוּעָֽה׃                    | Te alabaré porque me has respondido, y has sido mi salvación.                                     | ἐξομολογήσομαί σοι, ὅτι ἐπήκουσάς μου καὶ ἐγένου μοι εἰς σωτηρίαν.                                                                       |
| 22 | אֶ֭בֶן מָאֲס֣וּ הַבּוֹנִ֑ים הָ֝יְתָ֗ה לְרֹ֣אשׁ פִּנָּֽה׃                    | La piedra que desecharon los edificadores ha venido a ser la cabeza del ángulo.                   | λίθον, ὃν ἀπεδοκίμασαν οἱ οἰκοδομοῦντες, οὗτος ἐγενήθη εἰς κεφαλὴν γωνίας·                                                               |
| 23 | מֵאֵ֣ת יְ֭הֹוָה הָ֣יְתָה זֹּ֑את הִ֖יא נִפְלָ֣את בְּעֵינֵֽינוּ׃              | De parte del SEÑOR es esto; es maravilloso a nuestros ojos.                                       | παρὰ Κυρίου ἐγένετο αὕτη καὶ ἔστι θαυμαστὴ ἐν ὀφθαλμοῖς ἡμῶν.                                                                            |
| 24 | זֶה־הַ֭יּוֹם עָשָׂ֣ה יְהֹוָ֑ה נָגִ֖ילָה וְנִשְׂמְחָ֣ה בֽוֹ׃                 | Este es el día que hizo el SEÑOR; nos gozaremos y alegraremos en él.                              | αὕτη ἡ ἡμέρα, ἣν ἐποίησεν ὁ Κύριος· ἀγαλλιασώμεθα καὶ εὐφρανθῶμεν ἐν αὐτῇ.                                                               |
| 25 | אָנָּ֣א יְ֭הֹוָה הוֹשִׁ֘יעָ֥ה נָּ֑א אָנָּ֥א יְ֝הֹוָ֗ה הַצְלִ֘יחָ֥ה נָּֽא׃            | Te rogamos, oh SEÑOR, salva ahora; te rogamos, oh SEÑOR, haz prosperar ahora.                     | ὦ Κύριε, σῶσον δή, ὦ Κύριε, εὐόδωσον δή.                                                                                                 |
| 26 | בָּר֣וּךְ הַ֭בָּא בְּשֵׁ֣ם יְהֹוָ֑ה בֵּ֝רַ֥כְנוּכֶ֗ם מִבֵּ֥ית יְהֹוָֽה׃              | Bendito el que viene en el nombre del SEÑOR; desde la casa del SEÑOR os bendecimos.               | εὐλογημένος ὁ ἐρχόμενος ἐν ὀνόματι Κυρίου· εὐλογήκαμεν ὑμᾶς ἐξ οἴκου Κυρίου.                                                             |
| 27 | אֵ֤ל ׀ יְהֹוָה֮ וַיָּ֢אֶ֫ר לָ֥נוּ אִסְרוּ־חַ֥ג בַּעֲבֹתִ֑ים עַד־קַ֝רְנ֗וֹת הַמִּזְבֵּֽחַ׃ | Dios es el SEÑOR, y nos ha iluminado; atad la víctima con cuerdas hasta los cuernos del altar.    | Θεὸς Κύριος καὶ ἐπέφανεν ἡμῖν· συστήσασθε ἑορτὴν ἐν τοῖς πυκάζουσιν ἕως τῶν κεράτων τοῦ θυσιαστηρίου.                                    |
| 28 | אֵלִ֣י אַתָּ֣ה וְאוֹדֶ֑ךָּ אֱ֝לֹהַ֗י אֲרוֹמְמֶֽךָּ׃                        | Tú eres mi Dios, y te alabaré; tú eres mi Dios, te exaltaré.                                      | Θεός μου εἶ σύ, καὶ ἐξομολογήσομαί σοι· Θεός μου εἶ σύ, καὶ ὑψώσω σε· ἐξομολογήσομαί σοι, ὅτι ἐπήκουσάς μου καὶ ἐγένου μοι εἰς σωτηρίαν. |
| 29 | הוֹד֣וּ לַיהֹוָ֣ה כִּי־ט֑וֹב כִּ֖י לְעוֹלָ֣ם חַסְדּֽוֹ׃                  | Dad gracias al SEÑOR, porque él es bueno; porque para siempre es su misericordia.                 | ἐξομολογεῖσθε τῷ Κυρίῳ, ὅτι ἀγαθός, ὅτι εἰς τὸν αἰῶνα τὸ ἔλεος αὐτοῦ.                                                                    |

### Versión Reina-Valera

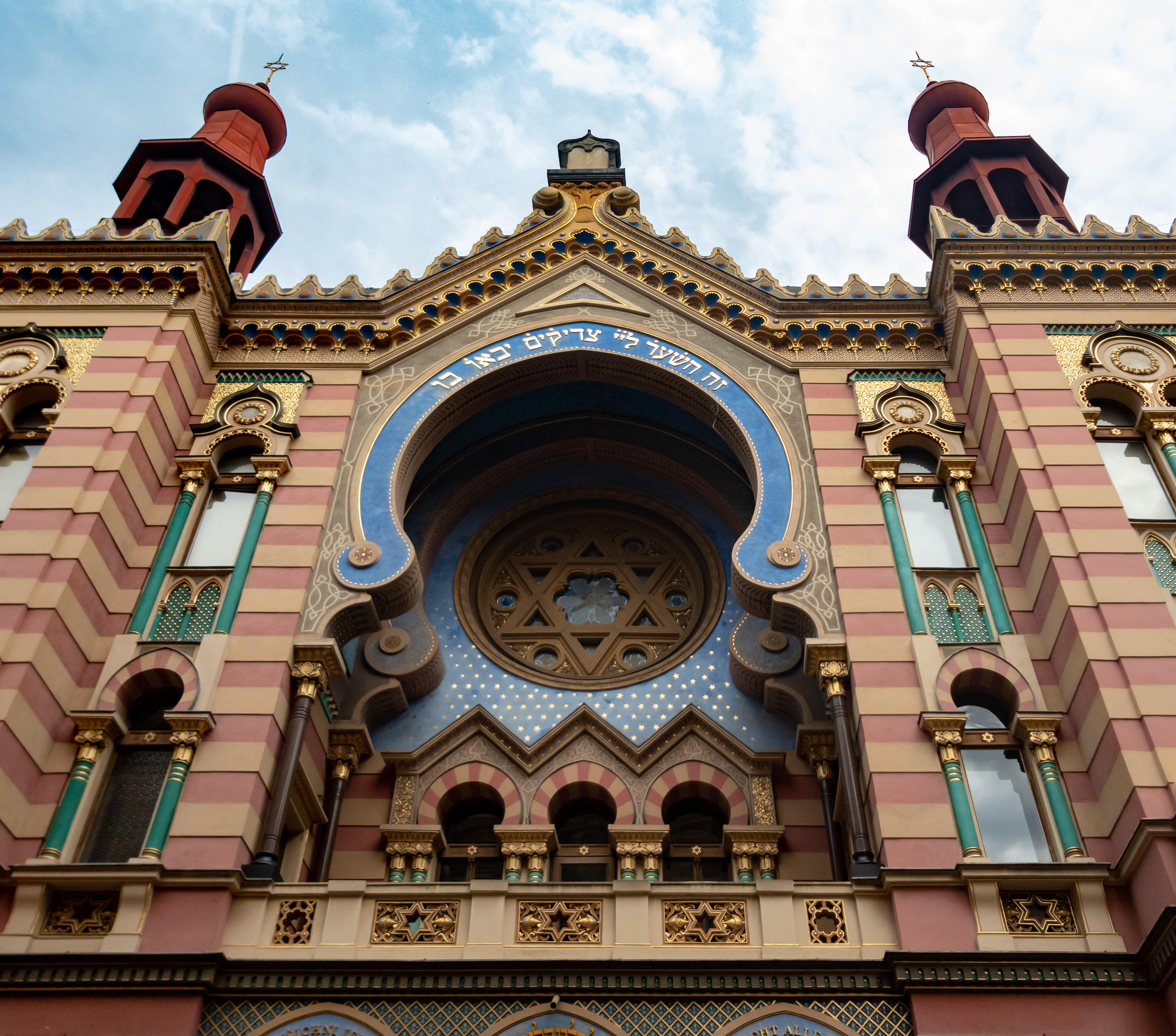
Fachada de la Sinagoga de Jerusalén con el Salmo 118:20 en hebreo, Praga, República Checa

1. Dad gracias al Señor, porque él es bueno; porque su misericordia es para siempre.
2. Que diga ahora Israel que su misericordia perdura para siempre.
3. Que diga ahora la casa de Aarón que su misericordia perdura para siempre.
4. Que digan ahora los que temen al Señor que su misericordia perdura para siempre.
5. Invoqué al Señor en la angustia: el Señor me respondió y me puso en un lugar espacioso.
6. El Señor está de mi lado; no temeré: ¿qué puede hacerme el hombre?
7. El Señor está de mi parte; no temeré: ¿qué puede hacerme el hombre?
8. Es mejor confiar en el Señor que confiar en el hombre.
9. Es mejor confiar en el Señor que confiar en los príncipes.
10. Todas las naciones me rodearon, pero en el nombre del Señor las destruiré.
11. Me rodearon; sí, me rodearon; pero en el nombre del Señor los destruiré.
12. Me rodearon como abejas; se apagan como el fuego de las espinas; porque en el nombre del Señor los destruiré.
13. Me empujaste con fuerza para que cayera; pero el Señor me ayudó.
14. El Señor es mi fuerza y mi canción, y se ha convertido en mi salvación.
15. La voz de regocijo y salvación está en las tiendas de los justos: la diestra del Señor hace proezas.
16. La diestra del Señor es exaltada: la diestra del Señor hace proezas.
17. No moriré, sino que viviré y proclamaré las obras del Señor.
18. El Señor me ha castigado severamente, pero no me ha entregado a la muerte.
19. Ábreme las puertas de la justicia: entraré por ellas y alabaré al Señor.
20. Esta es la puerta del Señor, por la que entrarán los justos.
21. Te alabaré, porque me has escuchado y te has convertido en mi salvación.
22. La piedra que desecharon los constructores se ha convertido en la piedra angular.
23. Esto es obra del Señor; es maravilloso a nuestros ojos.
24. Este es el día que hizo el Señor; nos regocijaremos y nos alegraremos en él.
25. Sálvanos ahora, te lo ruego, oh Señor; oh Señor, te lo ruego, envía ahora prosperidad.
26. Bendito sea el que viene en el nombre del Señor; os hemos bendecido desde la casa del Señor.
27. Dios es el Señor, que nos ha mostrado la luz: ata el sacrificio con cuerdas, hasta los cuernos del altar.
28. Tú eres mi Dios, y yo te alabaré: tú eres mi Dios, yo te exaltaré.
29. Dad gracias al Señor, porque él es bueno; porque su misericordia perdura para siempre.

## Comentarios

### De la Iglesia católica

#### A todo el salmo
Este salmo cierra el conjunto del Hallel (Salmos 113–118) y presenta la voz del rey —real o simbólica— celebrando una victoria. Como sucede en otros grupos de salmos, el enfoque final recae en la figura del rey (cf. Sal 110). Su triunfo refleja la fuerza del amor fiel de Dios proclamado previamente (cf. Sal 117,2) y exalta su Nombre ante las naciones (cf. Sal 113,4). También se destacan aquí los frutos de confiar en el Señor (118,8-9; cf. 115,9-11) y el cumplimiento de las promesas de alabanza y acción de gracias (118,28; cf. 116,17-19). Participar en este agradecimiento por la victoria es una parte clave de la oración salmódica.
El salmo abre con un llamado comunitario a dar gracias a Dios (vv. 1–4), seguido por el testimonio del vencedor, probablemente acompañado por respuestas corales (vv. 5–21): en su angustia clamó al Señor (vv. 5–9); rodeado por enemigos, fue salvado (vv. 10–14); celebra su liberación (vv. 15–18) y va al Templo a dar gracias (vv. 19–21). Luego, el pueblo reconoce que la victoria es obra divina (vv. 22–24), y se organiza una procesión con aclamaciones y súplicas (vv. 25–28). El salmo concluye repitiendo el llamado inicial a dar gracias (v. 29).
En el Nuevo Testamento, varias expresiones de este salmo se aplican a Jesucristo, el Rey Mesías que vence la muerte (cf. vv. 17–18). Según los evangelios, Jesús lo recitó en la Última Cena. Al orarlo, el cristiano recuerda su pasión y resurrección, y reconoce en ella la manifestación definitiva de la misericordia eterna de Dios.

#### Comentario a los versículos 1-9
El estribillo que abre el salmo es una fórmula tradicional —claramente litúrgica— de alabanza y gratitud a Dios. La invitación dirigida a todo el pueblo para dar gracias guarda un paralelismo con el llamado a confiar en el Señor que aparece en Sal 115,9-11. La respuesta del salmista en medio de la dificultad retoma expresiones de otros salmos, y refleja una confianza inmediata y firme en Dios. Los versículos 8-9, posiblemente entonados por un coro, tienen un tono sapiencial y convierten en principio general la actitud confiada del orante. Además, revelan una visión clara: quien actúa con sabiduría no se apoya en el poder humano, como recuerda Sal 33,16: «No se salva el rey por su gran ejército».

#### Comentario a los versículos 10-14
El hecho de que se mencione a «todos los pueblos» como atacantes sugiere, más allá del uso del eufemismo, que quien habla es el rey. También podría tratarse de una representación poética que idealiza las victorias reales, con el fin de fortalecer el espíritu de gratitud del pueblo durante la época del Segundo Templo —reconstruido por Zorobabel tras el exilio, luego de la destrucción del Templo de Salomón por Nabucodonosor—, y expresar así la certeza de que Dios protege a su pueblo.
La repetición constante del «Nombre del Señor» en estos versículos subraya que la victoria no fue obra humana, sino resultado del auxilio divino (vv. 10–11). En el versículo 14 se citan literalmente las palabras del canto de Moisés tras la liberación en el Mar Rojo (Éx 15,2), lo cual establece un vínculo directo con aquella intervención salvadora. Para el cristiano, esto remite al Nombre de Jesús —«El Señor es salvación»—, y en ese Nombre encuentra el fundamento de la virtud de la fortaleza, como lo recuerda también la promesa de Cristo: «En el mundo tendréis sufrimientos, pero confiad: yo he vencido al mundo» (Jn 16,33). Desde una lectura espiritual, donde los enemigos que rodean al creyente son los deseos desordenados, san Juan de la Cruz ofrece un comentario en torno a una interpretación libre del versículo 12

Y de la misma manera que se atormenta y aflige al que desnudo se acuesta sobre espinas y puntas, así se atormenta el alma y aflige cuando sobre sus apetitos se recuesta. Porque, a manera de espinas, hieren y lastiman y asen y dejan dolor. Y de ellos también dice David: Circumdederunt me sicut apes, et exarserunt sicut ignis in spinis; que quiere decir: Rodeáronse de mí como abejas, punzándome con sus aguijones, y encendiéronse contra mí como el fuego en espinas; porque en los apetitos, que son las espinas, crece el fuego de la angustia y del tormento.

#### Comentario a los versículos 15-21
La mención de la «diestra del Señor» resalta su fuerza salvadora, capaz de dar la victoria a su pueblo (vv. 15–16); algunos estudiosos sugieren que estas palabras podrían formar parte de una proclamación coral. Aun así, el orante reconoce que Dios, en su pedagogía, a veces permite pruebas dolorosas como medio de purificación (vv. 17–18). Las «puertas de la justicia» aluden probablemente a las del Templo, lugar donde Dios manifiesta su justicia a través de la salvación, y por donde sólo pueden entrar los justos. También podrían referirse a las puertas de Jerusalén, donde se administraba la justicia. En el versículo 20 parece resonar la voz del sacerdote que señala la entrada al Templo, mientras que en el versículo 21 vuelve a hablar el rey, retomando su acción de gracias.

#### Comentario a los versículos 22-24
En su aclamación, el pueblo reconoce que, por medio de la victoria del rey, Dios ha instaurado un nuevo orden. El rey es comparado con la piedra descartada que ha llegado a ser la piedra angular, es decir, la pieza clave que sostiene el conjunto. Rechazado por sus enemigos, ahora es él quien ocupa el lugar central y dominante. No obstante, esta imagen también puede aplicarse al pueblo mismo, si entendemos que el orante, aunque hable como rey, representa al conjunto de Israel. Este giro en los acontecimientos —expresado en el versículo 22 mediante la imagen de la piedra angular— es retomado por Jesús en la parábola de los viñadores homicidas. Allí, al anunciar que la viña será entregada a otros, cita directamente este versículo. El cambio definitivo se produce en su pasión y resurrección: Jesús, rechazado por las autoridades, se convierte en la piedra angular, pues «no hay bajo el cielo otro nombre dado a los hombres por el que debamos ser salvados» (Hch 4,12). Sin embargo, también es «piedra de tropiezo» para quienes lo rechazan (cf. 1 Pe 2,6–8). Cristo es, además, la piedra angular de la Iglesia: en Él, «toda la edificación se va ensamblando y levantando hasta formar un templo santo en el Señor» (Ef 2,21). Este salmo ocupa un lugar destacado en la liturgia del Domingo de Resurrección, y la Iglesia repite con frecuencia durante su octava las palabras del versículo 24, reconociendo en la resurrección de Cristo el inicio de un nuevo orden de salvación.

El ladrón es admitido en el paraíso, los cuerpos de los santos entran en la ciudad santa y los muertos vuelven a tener su morada entre los vivos. Así, como si la resurrección de Cristo fuera germinando en el mundo, todos los elementos de la creación se ven arrebatados a lo alto. El abismo devuelve sus cautivos, la tierra envía al cielo a los que estaban sepultados en su seno, y el cielo presenta al Señor a los que han subido desde la tierra: así, con un solo y único acto, la pasión del Salvador nos extrae del abismo, nos eleva por encima de lo terreno y nos coloca en lo más alto de los cielos. La resurrección de Cristo es vida para los difuntos, perdón para los pecadores, gloria para los santos. Por esto el salmista invita a toda la creación a celebrar la resurrección de Cristo, al decir que hay que alegrarse y llenarse de gozo en este día en que actuó el Señor.

#### Comentario a los versículos 25-28
La proclamación del pueblo (vv. 26a y 27a) se alterna con la voz de los sacerdotes, que bendicen a quienes llegan (v. 26b) y organizan la procesión litúrgica (v. 27b). A esta celebración se suma la profesión de fe del orante (v. 28). De este modo, Israel como pueblo, los sacerdotes —la casa de Aarón— y los fieles que temen al Señor (cf. vv. 2–4) elevan juntos su acción de gracias. El cumplimiento pleno de este salmo se manifiesta en Jesucristo, cuando la multitud lo aclama con las palabras del versículo 26 durante su entrada triunfal en Jerusalén, camino del Templo. En Él se reconoce al Rey Mesías, cuya obra revela que la misericordia de Dios es eterna. Por eso, estas mismas palabras serán pronunciadas un día por el pueblo judío cuando reconozca a Jesús como el Mesías (cf. Mt 23,39). Además, estas expresiones han sido asumidas por la liturgia cristiana, especialmente en el Sanctus de la Santa Misa, donde se aclama al Señor con los mismos términos del salmo.

## Tema y estructura
Este salmo se centra en Dios, en un movimiento que expresa gratitud, admiración, alegría y alabanza. En la versión Reina-Valera, el Señor se menciona en casi todos los versículos.

## Versículos destacados

### Versículo 1
¡Oh, dad gracias al Señor, porque Él es bueno!
Porque su misericordia es eterna. 
Las mismas palabras aparecen en el versículo 29, donde termina el salmo. Por lo tanto, estos dos versículos han sido identificados como una inclusio, que posiblemente expresa la intención del salmista. 

### Versículo 5
Invocé al Señor en la angustia;»
«El Señor me respondió y me puso en un lugar espacioso.»
En lugar de «un lugar grande» o «un lugar amplio», muchas traducciones afirman que el SEÑOR «me liberó».

### Versículo 14
El Señor es mi fuerza y mi canción,
Y Él se ha convertido en mi salvación.
Estas palabras tienen un paralelismo en el Cántico de Moisés y son utilizadas por el profeta Isaías.
La mayoría de las traducciones han traducido «zimrah» como «canción», su significado habitual. Sin embargo, la traducción griega Septuaginta del pasaje paralelo de Éxodo 15:2 simplemente lo tradujo como «El Señor es mi protector», sin hacer referencia a la canción. Además, las inscripciones en  árabe del sur antiguo, un dialecto emparentado con el hebreo bíblico, parecen utilizar a veces zimrah para significar «fuerza» o «poder», lo que sugiere una traducción alternativa como «El Señor es mi fuerza y mi poder».

### Versículo 22
«La piedra que desecharon los constructores»
«Se ha convertido en la piedra angular».

### Versículo 23
«Esto lo hizo el Señor».
«Es maravilloso a nuestros ojos».

## Usos

### Judaísmo

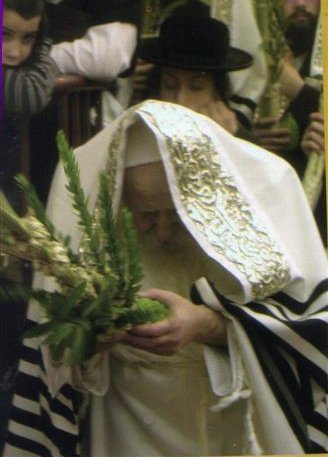
El Rebe Tosher de Montreal, Quebec, Canadá, agitando las Cuatro especies durante Sucot mientras reza Halel.

El Salmo 118 es el último de los llamados Halel egipcios. Se lee en los días de recitación del halel. 
- Es uno de los seis salmos (113-118) que componen el Hallel. Todos los días en que se recita el Hallel, este salmo se recita en su totalidad, recitándose dos veces los diez versículos finales.[22]
- Algunos recitan el versículo 1 después del Salmo 126 y antes del Birkat Hamazón.[23]
- El versículo 5 se recita antes de tocar el Shofar en Rosh Hashaná.[24]
- Los versículos 5-9 forman parte de Tashlij.[25]
- El versículo 24 puede ser una fuente de la canción israelí Hava Nagila.
- El versículo 25 forma parte del largo Tajanún que se recita los lunes y los jueves[26]
- El versículo 27 es la fuente del nombre Isru Jag[27]

### Nuevo Testamento

Salmo 118:23 citado en un soberano inglés: A DNO' FACTU' EST ISTUD ET EST MIRAB' IN OCULIS NRS

Partes de este salmo fueron citadas extensamente por Jesús y los escritores del Nuevo Testamento. 
- El versículo 6 se cita en Hebreos[28]
- Los versículos 22-23 se citan en Mateo. Jesús les dijo (a los principales sacerdotes y a los ancianos del pueblo): «¿Nunca habéis leído en las Escrituras: «La piedra que desecharon los constructores ha llegado a ser la piedra angular; esto fue hecho por el Señor, y es maravilloso a nuestros ojos»?». En este salmo se ven oposición y dificultades, pero en medio de ellas Dios mostrará su salvación. [28]
- En los Evangelios,[28] Jesús es recibido en su entrada triunfal en Jerusalén por multitudes que citan los versículos 25-26:

«¡Bendito el que viene en nombre del Señor!»

### Iglesia católica
Este texto fue elegido por San Benito de Nursia hacia el año 530, como el tercer salmo para el oficio solemne del domingo Laudes (Regla de San Benito, capítulo XI10).
El salmo 118 (117) se lee ahora en la Liturgia de las Horas todos los domingos de la primera y tercera semana, en el oficio de la hora media y en las laudes del domingo de la segunda semana. Para facilitar la comprensión se le asigna a cada salmo un título en rojo (rúbrica) que no forma parte del salmo. El título del Salmo 118 es Himno de acción de gracias después de la victoria.
El salmo 118 también está estrechamente asociado con la Semana Santa, y normalmente se canta en la Vigilia Pascual y en la misa matutina del Domingo de Pascua. El gradual de Pascua se basa en el versículo 24, Haec dies quam fecit Dominus. Como resultado, muchas composiciones se basan en este fragmento textual.

### Anglicanismo
En varias monedas inglesas aparece un extracto del versículo 23, con el texto de la Vulgata: «a Domino factum est istud hoc est mirabile in oculis nostris». Se dice que, tras su ascenso al trono, Isabel I de Inglaterra pronunció este mismo versículo, también en latín, tal y como se cita en el Nuevo Testamento: «A Domino factum est illud et est mirabile in oculis nostris».

### Libro de Oración Común
En el «Libro de Oración Común» de la Iglesia de Inglaterra, este salmo está destinado a ser leído en la mañana del vigésimo cuarto día del mes, así como en el Vísperas del Día de Pascua.

### Iglesia ortodoxa copta
En la Agpeya, el Libro de Horas, de la Iglesia Copta, este salmo se reza en el oficio de Vísperas y la primera guardia de la oficios de medianoche.

## Arreglos musicales
El himno en alemán «Nun saget Dank und lobt den Herren» es una paráfrasis del Salmo 118. Ha sido musicado por varios compositores.
Heinrich Schütz compuso una paráfrasis métrica del salmo en alemán, «Laßt uns Gott, unserm Herren», SWV 216, para el Salterio de Becker, publicado por primera vez en 1628.
El comienzo del salmo fue puesto por Goran Trajkoski para una producción, Eternal House, en el Teatro Nacional de Macedonia. (118 Псалм Давидов)</ref>
La línea 22 del Salmo se menciona en el tema de apertura de The Boondocks del artista Asheru, donde el cantante proclama «Yo soy la piedra que el constructor rechazó» en la primera línea.